# Gabriel Caballero
Pour les articles homonymes, voir Caballero.
Gabriel Esteban Caballero Schiker (né le 5 février 1971 à Santa Fe en Argentine) est un footballeur et aujourd'hui entraîneur argentin naturalisé mexicain qui jouait en tant que milieu offensif.

## Biographie

### Joueur
Caballero commence sa carrière dans son Argentine natale au club du Central Córdoba en 1989, et en 1993, il est transféré dans le club chilien de l'Antofagasta.
Il a surtout joué dans le club mexicain du Pachuca en Primera División de México, club dont il est désormais l'entraîneur assistant.
En 1995, il arrive au Mexique et joue dans l'équipe de Santos Laguna, puis au Pachuca, à l'Atlas et au Puebla. Il remporte six championnats (Santos Laguna, Pachuca), le dernier avec Pachuca le 27 mai 2007. 
Il annonce sa retraite de footballeur le 18 novembre 2009.

### Carrière internationale
Caballero est naturalisé mexicain le 11 décembre 2001, puis est appelé en équipe du Mexique, avec qui il a la chance de participer à sa première coupe du monde en 2002, en Corée/Japon.

### Entraîneur
Après sa retraite, il annonce son nouveau travail, en tant qu'entraîneur assistant de son dernier club, le Pachuca.

### Palmarès
Antofagasta
- Championnat du Chili - Meilleur buteur 1995

 Santos Laguna
- Championnat du Mexique - Hiver 1996
- Championnat du Mexique - Meilleur buteur Hiver 1996

 CF Pachuca
- Championnat du Mexique - Hiver 1999, Hiver 2001, Apertura 2003, Clausura 2006, Clausura 2007
- Ligue des champions de la CONCACAF 2007, 2008
- Copa Sudamericana : 2006
- SuperLiga : 2007